# Glycosphingolipide

Allgemeine Struktur von Glycosphingolipide, R steht für einen Kohlenhydrat-Rest

Als Glycosphingolipide (GSL) bezeichnet man eine Gruppe von Lipiden (genauer gesagt von Sphingolipiden), die am Aufbau von Zellmembranen beteiligt sind. Sie enthalten einen hydrophoben Ceramid-Anteil und einen glycosidisch gebundenen Kohlenhydratanteil. Dieser Oligosaccharid-Anteil wird auf der Außenseite der Zellmembran präsentiert, wo er für biologische Prozesse wie Zell-Adhäsion oder Zell-Zell-Interaktionen von Bedeutung ist. Auch bei der Onkogenese sowie der Ontogenese sind Glycosphingolipide von Bedeutung.

## Einteilung
Generell lassen sich zwei Gruppen von Glycosphingolipiden unterscheiden: Neutrale, auch Cerebroside genannte Glycosphingolipide und negativ geladene. Letztere lassen sich nochmals anhand des Ladungsträgers unterscheiden. Während in Gangliosiden Sialinsäuren zu finden sind, besitzen Sulfatide eine Sulfatgruppe.
Die strukturelle Gemeinsamkeit des Großteils aller Glycolipide ist das sogenannte Laktosylceramid, also eine Lactose-Disaccharid, dass glycosidisch an ein Ceramid gebunden ist. Größere Strukturen werden anhand der Sequenz und Konfiguration der enthaltenen Zucker in verschiedene Gruppen eingeteilt, die vier häufigsten sind dabei die Globo-, Lacto-, neoLacto- und Ganglioserie.

## Vorkommen und Funktion
Ganglioside finden sich vor allem in den Zellmembranen des zentralen Nervensystems, wo ihre Kohlenhydratgruppe Aufgaben in der Interaktion zwischen einzelnen Zellen und der Signalübertragung erfüllt. Aber auch in anderen Zellen finden sich Ganglioside. Sialinsäuren sind hier z. B. Bestandteil der sogenannten sialyl-Lewis-x Struktur, einem Tetrasaccharid, das für verschiedene Signaltransduktionsprozesse von Bedeutung ist.
Auch neutrale Glycosphingolipide sind von biologischer Bedeutung, sie schließen z. B. die Blutgruppen-Antigene ein.
Vererbbare Enzymdefekte können zur Abbaustörung und Speicherung von Glycolipiden in verschiedenen Organen führen. Bei Cerebrosidosen betrifft dies die Cerebroside (Beispiele hierfür sind Morbus Gaucher und Morbus Krabbe), bei Gangliosidosen die Ganglioside (zum Beispiel Morbus Tay-Sachs).